# Glaisher (månekrater)
Glaisher er et nedslagskrater på Månen. Det befinder sig på den nordlige halvkugle på Månens forside og er opkaldt efter den britiske meteorolog James Glaisher (1809 – 1903).
Navnet blev officielt tildelt af den Internationale Astronomiske Union (IAU) i 1935. 

## Omgivelser
Glaisherkrateret ligger i det område, som danner den sydvestlige grænse for Mare Crisium. Det ligger sydvest for det lavaoversvømmede Yerkeskrater og vest-nordvest for Greaves–Lick-kraterparret. Det er omgivet af en ring af satellitkratere med varierende diametre, hvoraf de største fortrinsvis ligger syd for Glaisher.

## Karakteristika
Dette krater er cirkulært med et skålformet indre og en lille kraterbund i midten. Det er ikke blevet nedslidt af betydning af senere nedslag. Et sammenstødende dobbeltkrater, der udgøres af Glaisher E mod nordvest og Glaisher G mod sydøst, er forbundet med den sydlige kraterrand.

## Satellitkratere
De kratere, som kaldes satellitter, er små kratere beliggende i eller nær hovedkrateret. Deres dannelse er sædvanligvis sket uafhængigt af dette, men de får samme navn som hovedkrateret med tilføjelse af et stort bogstav. På kort over Månen er det en konvention at identificere dem ved at placere dette bogstav på den side af satellitkraterets midte, som ligger nærmest hovedkrateret. Glaisherkrateret har følgende satellitkratere:
| Glaisher | Længde  | Bredde  | Diameter |
| -------- | ------- | ------- | -------- |
| A        | 12,9° N | 50,7° Ø | 19 km    |
| B        | 12,6° N | 50,1° Ø | 18 km    |
| E        | 12,7° N | 49,2° Ø | 21 km    |
| F        | 13,7° N | 50,0° Ø | 7 km     |
| G        | 12,4° N | 49,5° Ø | 20 km    |
| H        | 13,8° N | 49,6° Ø | 5 km     |
| L        | 13,4° N | 48,8° Ø | 7 km     |
| M        | 13,1° N | 48,6° Ø | 5 km     |
| N        | 13,1° N | 47,5° Ø | 7 km     |
| V        | 11,1° N | 49,9° Ø | 12 km    |
| W        | 12,4° N | 47,6° Ø | 46 km    |

## Måneatlas
- Billeder af Glaisherkrateret i LPI-måneatlasset
- USGS-kort